# 電算
株式会社電算（でんさん 英: DENSAN CO.,LTD.）は、長野県長野市に本社を置く総合情報処理サービス業でシステムインテグレーター（独立系）。行政向けシステムを得意としている。また、avisインターネットサービスというプロバイダも行っている。信越放送の関連会社。経済産業省登録システムインテグレータ。
また、経済産業省によって2022、2023、2024年度に健康経営優良法人に認定されている。

## 沿革
- 1966年（昭和41年）3月 - 株式会社長野電子計算センターを設立。
- 1969年（昭和44年）12月 - 株式会社電算に社名変更。
- 1970年（昭和45年）4月 - 本社を長野市県町に移転。
- 2007年（平成19年）11月 - 日商エレクトロニクスと提携。
- 2009年（平成21年） - 新本社用地として、長野厚生年金会館（ウェルシティ長野）の土地・建物を購入。
- 2010年（平成22年）6月24日 - 東京証券取引所2部上場。
- 2013年（平成25年）2月20日 - 東京証券取引所1部指定替え。
- 2013年（平成25年）3月25日 - 本社を長野市七瀬中町に移転。
- 2015年（平成26年）11月 - 日商エレクトロニクスとの資本及び業務提携を解消。
- 2017年（平成28年）7月 - 株式会社ティー・エム・アール・システムズの全株式を取得し、子会社化。

## 事業所
本社
- 長野県長野市七瀬中町276-6

支社
- 東京（中央区）
- 新潟（新潟市）
- 佐久（佐久市）
- 松本（松本市）
- 飯田（飯田市）
- 山梨（甲府市）

サポートサービスセンター
- 北関東（さいたま市）
- 佐渡（佐渡市）
- 上越（上越市）

電算データセンター
- 長野県長野市（長野市）